# Scoliaxon
Scoliaxon é um género botânico pertencente à família Brassicaceae.